# Melicope munroi
Melicope munroi là một loài thực vật có hoa trong họ Cửu lý hương. Loài này được (H. St. John) T.G. Hartley & B.C. Stone mô tả khoa học đầu tiên năm 1989.